# سن پیترو دی کاریدا
سن پیترو دی کاریدا (به ایتالیایی: San Pietro di Caridà) یک کومونه در ایتالیا است که در استان رجو کالابریا واقع شده‌است.

## خصوصیات
سن پیترو دی کاریدا ۴۷٫۸ کیلومترمربع مساحت و ۱٬۲۳۳ نفر جمعیت دارد و ۳۲۵ متر بالاتر از سطح دریا واقع شده‌است.